# Медошевац (Ниш)
Медошевац је насељено место које се налази у градској општини Црвени крст на подручју града Ниша у Нишавском управном округу. Налази се у западном квадранту Ниша, на десној обали Нишаве, удаљен од центра града 2,8 км. До педесетих година 20. века био је село, затим до седамдесетих година приградско мешовито насеље, а после 1970. године градска четврт (део града). Према попису из 2022. било је 2490 становника (према попису из 1991. било је 2564 становника).

## Историја
Медошевац се као село помиње још у доба отоманске владавине. Турски попис из 1498. године затекао га је са 41 кућом, 19 неожењених, 2 муслимана и 4 удовичке куће. Из прихода од испенџе, пореза на чифт, бенак, пшеницу, раж, јечам, овас, просо, ширу, ушур од кошница, ситну стоку, конопљу, воће, порез на свиње, ушур од сочива, црни и бели лук, порез на бурад, бостан, траву, огревно дрво, бадухаву и свадбарину плаћао је 6.421 акчу. Према турском попису нахије Ниш из 1516. године, место је било једно од 111 села нахије и носило је исти назив као данас, а имало је 50 кућа, 9 удовичка домаћинства, 12 самачка домаћинства. Из пописа 1564. године види се да су у селу формирана два муслиманска чифлука.
У аустријско-турском рату крајем 17. века села Медошевац, Поповац и Доњи Бубањ су се раселила, јер их попис у нишком кадилуку 1710. године не помиње. Али док су се Медошевац и Поповац обновили с Доњим Бубњем то више није био случај. Да се Медошевац обновио у првој половини 18. века види се из француског плана (гравуре) вероватно из 1737. године у којем је уцртан и уписан као Medoschewze.
Помиње се такође као једно од попаљених села у Српско-турском рату 1876/77. године. Пред ослобођење (1878) селом је господарио Мустафа-бег. То је унук моћног Хафис-паше кога је потукао Карађорђе у бици на Иванковцу. Медошевац је био део њиховог породичног властелинства. Још је Хафис-паша у Медошевцу саградио округлу камену кулу на спрат и, како каже Каниц, „са својим женама проводио летње дане с прекрасним погледом на околину“.
После ослобођења 60 хектара земље у селу откупио је генерал Ђуро Хорватовић и на њему формирао велико пољопривредно газдинство. Хафис-пашина кула стајала је до 1932/33. године када је, пошто се нашла на ивици земљишта које је откупљено за аеродром (двадесетак метара изван данашње улице Богдана Благојевића), срушена. Камени материјал куле искоришћен је за војну изградњу на аеродрому.
Ослобођење 1878. године затекло је Медошевац као мало село (према предању са 7 домаћинстава). Брзо се консолидовало и обновило, па је 1930. године имало 98 домаћинстава и 660 становника. У децембру 1908. овде је отворена прва станица голубије поште српске војске.
Током 1944. године савезници су у више махова бомбардовали војни аеродром и теретну железничку станицу. У тим налетима страдао је и Медошевац. Око двадесетак зграда било је уништено или онеспособљено за становање.
У деценији од 1930. до 1941. године, поред пољопривреде и печалбарења, јавили су се у Медошевац и први облици радничких занимања, као и појава дневне миграције. Ова је била најчешће оријентисана ка железници и железничкој радионици. Већ у 1953. години однос чистих пољопривредника (39%) и непољопривредних и мешовитих домаћинстава (61%) превагнуо је у корист ових других. Уједно је наступио и нагли процес имиграције придошлица који је већ након педесетих и шездесетих година 20. века допринео темељној промени економско-социјалне структуре. Највећи доток придошлица долазио је из топличког и лесковачког краја, а затим са подручја Пирота, Алексинца, Сокобање, Сврљига и Заплања. Иако је овим процесом Медошевац добио карактеристике најпре мешовитог (од 1950-их година), а затим и карактеристике градског насеља (од 1970-их година), физичка организација уличне мреже и насеља задржала је рурални изглед, док су од 1960/70. године крупне промене настале на плану архитектуре. У овом процесу Медошевац је сукцесивно добијао: електричну енергију (1942/43), исправљање и уређење Нишавиног корита (1948/49 и 1959), асфалт (од 1971. године), бетонски мост на Нишави (1972), прву програмску урбанистичку скицу за уређење (1964), детаљни урбанистички план (1979), телефонску мрежу (1977), итд; водоводни систем и канализациона мрежа уведени су касније.

## Саобраћај
До насеља се може доћи градском линијом 7 Трг Павла Стојковића - Медошевац, и приградским линијама : линијом 27А ПАС Ниш - Медошевац - Поповац - Трупале, линијом 27Б Трг Краља Александра - Медошевац - Поповац, линијом 28 ПАС Ниш - Медошевац - Поповац - Трупале - Вртиште и линијом 29А ПАС Ниш - Медошевац - Поповац - Трупале - Вртиште - Мезграја - Доња Топоница - Доња Трнава - Горња Трнава.

## Демографија
У насељу Медошевац живи 2191 пунолетних становника, а просечна старост становништва износи 43,7 година (42,5 код мушкараца и 44,9 код жена). У насељу има 920 домаћинства, а просечан број чланова по домаћинству је 2,71.
Ово насеље је великим делом насељено Србима (према попису из 2002. године).
|  |

| Демографија | Демографија | Демографија |
| Година      | Становника  | Становника  |
| ----------- | ----------- | ----------- |
| 1948.       | 902         |             |
| 1953.       | 1.024       |             |
| 1961.       | 1.777       |             |
| 1971.       | 2.419       |             |
| 1981.       | 2.608       |             |
| 1991.       | 2.564       | 2.534       |
| 2002.       | 2.704       | 2.788       |
| 2011.       | 2.674       |             |
| 2022.       | 2.490       |             |

| Етнички састав према попису из 2002. | Етнички састав према попису из 2002. | Етнички састав према попису из 2002. | Етнички састав према попису из 2002. | Етнички састав према попису из 2002. |
| ------------------------------------ | ------------------------------------ | ------------------------------------ | ------------------------------------ | ------------------------------------ |
|                                      |                                      |                                      |                                      |                                      |
| Срби                                 | Срби                                 |                                      | 2.606                                | 96,37%                               |
| Роми                                 | Роми                                 |                                      | 39                                   | 1,44%                                |
| Бугари                               | Бугари                               |                                      | 15                                   | 0,55%                                |
| Југословени                          | Југословени                          |                                      | 11                                   | 0,40%                                |
| Македонци                            | Македонци                            |                                      | 8                                    | 0,29%                                |
| Руси                                 | Руси                                 |                                      | 3                                    | 0,11%                                |
| Хрвати                               | Хрвати                               |                                      | 2                                    | 0,07%                                |
| Буњевци                              | Буњевци                              |                                      | 2                                    | 0,07%                                |
| непознато                            | непознато                            |                                      | 12                                   | 0,44%                                |

| \| \| м \| \| \| ж \| \| ? \| 11 \| \| \| 13 \| \| 80+ \| 9 \| \| \| 17 \| \| 75—79 \| 32 \| \| \| 48 \| \| 70—74 \| 54 \| \| \| 60 \| \| 65—69 \| 81 \| \| \| 98 \| \| 60—64 \| 88 \| \| \| 90 \| \| 55—59 \| 77 \| \| \| 74 \| \| 50—54 \| 90 \| \| \| 83 \| \| 45—49 \| 108 \| \| \| 95 \| \| 40—44 \| 102 \| \| \| 100 \| \| 35—39 \| 93 \| \| \| 106 \| \| 30—34 \| 88 \| \| \| 88 \| \| 25—29 \| 99 \| \| \| 95 \| \| 20—24 \| 78 \| \| \| 81 \| \| 15—19 \| 85 \| \| \| 92 \| \| 10—14 \| 68 \| \| \| 76 \| \| 5—9 \| 102 \| \| \| 96 \| \| 0—4 \| 69 \| \| \| 58 \| \| Просек : \| 38,4 \| \| \| 39,6 \| |      |  |  |      |
| |      |  |  |      |
| | м    |  |  | ж    |
| ? | 11   |  |  | 13   |
| 80+ | 9    |  |  | 17   |
| 75—79 | 32   |  |  | 48   |
| 70—74 | 54   |  |  | 60   |
| 65—69 | 81   |  |  | 98   |
| 60—64 | 88   |  |  | 90   |
| 55—59 | 77   |  |  | 74   |
| 50—54 | 90   |  |  | 83   |
| 45—49 | 108  |  |  | 95   |
| 40—44 | 102  |  |  | 100  |
| 35—39 | 93   |  |  | 106  |
| 30—34 | 88   |  |  | 88   |
| 25—29 | 99   |  |  | 95   |
| 20—24 | 78   |  |  | 81   |
| 15—19 | 85   |  |  | 92   |
| 10—14 | 68   |  |  | 76   |
| 5—9 | 102  |  |  | 96   |
| 0—4 | 69   |  |  | 58   |
| Просек : | 38,4 |  |  | 39,6 |

| Број домаћинстава                                        | 183 | 232 | 489 | 641 | 770 | 861 | 894 |   |   |           |        |
| Број домаћинстава по броју чланова према попису из 2002. |     |     |     |     |     |     |     |   |   |           |        |
| Број чланова                                             | 1   | 2   | 3   | 4   | 5   | 6   | 7   | 8 | 9 | 10 и више | Просек |
| Број домаћинстава                                        | 128 | 238 | 180 | 238 | 69  | 30  | 8   | 1 | 2 | 0         | 3,02   |

| Пол    | Укупно | Неожењен/Неудата | Ожењен/Удата | Удовац/Удовица | Разведен/Разведена | Непознато |
| ------ | ------ | ---------------- | ------------ | -------------- | ------------------ | --------- |
| Мушки  | 1.095  | 253              | 769          | 45             | 17                 | 11        |
| Женски | 1.140  | 165              | 775          | 147            | 41                 | 12        |
| УКУПНО | 2.235  | 418              | 1.544        | 192            | 58                 | 23        |

| Пол    | Укупно                    | Пољопривреда, лов и шумарство | Рибарство                            | Вађење руде и камена | Прерађивачка индустрија       |
| ------ | ------------------------- | ----------------------------- | ------------------------------------ | -------------------- | ----------------------------- |
| Мушки  | 491                       | 7                             | 0                                    | 1                    | 194                           |
| Женски | 368                       | 9                             | 0                                    | 0                    | 135                           |
| УКУПНО | 859                       | 16                            | 0                                    | 1                    | 329                           |
| Пол    | Производња и снабдевање   | Грађевинарство                | Трговина                             | Хотели и ресторани   | Саобраћај, складиштење и везе |
| Мушки  | 13                        | 31                            | 52                                   | 7                    | 66                            |
| Женски | 1                         | 4                             | 73                                   | 15                   | 16                            |
| УКУПНО | 14                        | 35                            | 125                                  | 22                   | 82                            |
| Пол    | Финансијско посредовање   | Некретнине                    | Државна управа и одбрана             | Образовање           | Здравствени и социјални рад   |
| Мушки  | 4                         | 5                             | 52                                   | 8                    | 11                            |
| Женски | 4                         | 10                            | 11                                   | 18                   | 45                            |
| УКУПНО | 8                         | 15                            | 63                                   | 26                   | 56                            |
| Пол    | Остале услужне активности | Приватна домаћинства          | Екстериторијалне организације и тела | Непознато            | Непознато                     |
| Мушки  | 10                        | 0                             | 0                                    | 30                   | 30                            |
| Женски | 14                        | 0                             | 0                                    | 13                   | 13                            |
| УКУПНО | 24                        | 0                             | 0                                    | 43                   | 43                            |